# The Man Who Shot Liberty Valance
The Man Who Shot Liberty Valance is een film uit 1962 van regisseur John Ford met in de hoofdrollen John Wayne en James Stewart. 
Het is een western over een advocaat vol idealen die zonder wapen naar het Wilde Westen reist. Als hij zich vestigt in een klein stadje wordt hij geconfronteerd met een moordzuchtige bende die het stadje terroriseert. Het verhaal wordt verteld in de vorm van flashbacks. De film is gebaseerd op een kort verhaal van Dorothy M. Johnson.

## Verhaal
Advocaat Ransom "Rance" Stoddard wil zich vestigen in het stadje Shinbone in het Wilde Westen van de V.S. Stoddard is een idealist die gelooft in de wet. Hij weigert om die reden een wapen te dragen. Als hij naar het stadje reist, wordt de postkoets waarin hij reist overvallen. Wanneer Stoddard zich verzet, wordt hij in elkaar geslagen en voor dood achtergelaten. Ranger Tom Doniphon en diens vriendin Hallie vinden de onfortuinlijke advocaat en verplegen hem. Later hoort Stoddard dat de bende wordt geleid door de beruchte Liberty Valance. De bende van Valance terroriseert Shinbone en omgeving, waarbij ze weinig tegenstand ondervinden, zeker niet van de laffe marshal Link Appleyard. Een van de weinigen die zich verzet is Doniphon en die beschouwt Stoddard als een watje die geen wapen durft te dragen. Stoddard op zijn beurt ziet weinig verschil tussen Valence en Doniphon. Beide mannen gebruiken geweld zonder na te denken over alternatieven. Stoddard vestigt zich in Shinbone, en al snel opent hij een school om de kinderen en de grotendeels analfabetische bevolking van het stadje te leren lezen en schrijven. Ook Hallie gaat naar de school. Ondertussen blijft Valance de stad lastigvallen, waarbij Stoddard regelmatig het mikpunt is van Vallance's pesterijen. Het blijkt al snel dat Valance werkt voor de grote veeboeren en grootgrondbezitters uit de omgeving. Zij hebben er belang bij dat het gebied geen Amerikaanse staat wordt. Dat betekent namelijk dat er wet en orde komt en dat vormt een bedreiging voor hun zakelijke belangen. Wanneer er twee kleinere boeren door Valance worden vermoord, begint de situatie te escaleren. Als de overheid vraagt om twee delegatieleden uit Shinbone af te vaardigen, wordt er in het stadje een verkiezing gehouden. Hoewel Valance de boel weer probeert te verstoren, worden Stoddard en de hoofdredacteur van de plaatselijke krant gekozen. De situatie loopt uit de hand als Valance vervolgens de hoofdredacteur halfdood laat slaan. Stoddard wordt uit zijn tent gelokt en gaat in op de uitdaging van Valance tot een duel. Tot verbazing van de inwoners van Shinbone schiet de totaal ongeoefende Stoddard zijn tegenstander, Liberty Valance, dood. Een kogel uit het wapen verwondt Stoddard echter. Hij wordt liefdevol opgevangen door Hallie. Wanneer Doniphon dit ziet, weet hij dat Hallie niet langer zijn vriendin is en bedrinkt hij zich. Stoddard wordt gezien als held en genomineerd als afgevaardigde van de staat in Washington. Hij wil deze eer echter weigeren vanwege het bloed dat aan zijn handen kleeft. Het is Doniphon die hem terugbrengt in de werkelijkheid. Op het moment dat Stoddard en Valance tegenover elkaar stonden en op elkaar vuurden, schoot Doniphon vanuit een steeg Vallance met een geweer dood. De knal van het geweer werd overstemd door het bijna simultane pistoolvuur van Stoddard en Valance. Stoddard laat zich overhalen en wordt gekozen in het Huis van Afgevaardigden. Hij trouwt met Hallie en wordt later senator. Als Stoddard jaren later terugkeert in het stadje om de begrafenis van Doniphon bij te wonen, vertelt hij zijn verhaal aan de plaatselijke krant. Die weigeren echter het verhaal te plaatsen met de woorden: "Dit is het Westen, als de legende een feit wordt, dan plaats je de legende in de krant."

## Rolverdeling
| Acteur          | Personage                                     |
| --------------- | --------------------------------------------- |
| James Stewart   | Ransom Stoddard                               |
| John Wayne      | Tom Doniphon                                  |
| Lee Marvin      | Liberty Valance                               |
| Vera Miles      | Hallie                                        |
| Andy Devine     | marshal Link Appleyard                        |
| Edmond O'Brien  | Dutton Peabody, de uitgever van de dorpskrant |
| John Carradine  | majoor Cassius Starbuckle                     |
| Woody Strode    | Pompey                                        |
| Strother Martin | Floyd, lid van Valance's bende                |
| Lee Van Cleef   | Reese, lid van Valance's bende                |

## Achtergrond
The man who shot Liberty Valance wordt gezien als een van de beste films van regisseur John Ford. De film zelf vormt de verbinding tussen de klassieke western van de jaren veertig en de gewelddadige spaghettiwestern van de jaren zestig, Ford en John Wayne maakten in de eerstgenoemde periodes westerns waarin heroïsche blanke cowboys, gedreven door een zucht naar avontuur, de indianen verdreven en de beschaving brachten. Sergio Leone was in jaren zestig verantwoordelijk voor een aantal westerns waaruit elke moraal leek verdwenen en het bloederige geweld als tomatensaus van het doek spatte. In 1960 had een western als The Magnificent Seven al laten zien dat de tijd van de gewetensvolle gunslinger tanende was. A Fistful of Dollars van Leone zou in 1964 het Westen voorgoed van zijn onschuld beroven. 'The man who shot Liberty Valance balanceert tussen twee tijdperken. Goed en kwaad zijn nog te onderscheiden, maar het is al minder duidelijk wie nu goed en wie kwaad is. Alleen al de namen van Liberty Valance en Ransom Stoddard doen vermoeden dat Ford de draak steekt met zijn eigen genre. Liberty betekent 'vrijheid', en Ransom 'losgeld'. Het is alsof Stoddard losgeld betaalt voor de vrijheid van zijn stad. Hoewel John Wayne zijn personage Doniphon nog altijd speelt als de oude vertrouwde cowboy, de ruwe bolster, blanke pit, is duidelijk dat hij niet langer past in het Westen. Hij is afgedankt, zijn vriendin heeft hem verlaten en de eer om Valance te hebben doodgeschoten gaat naar de man die hij eigenlijk veracht. Zijn rol is uitgespeeld. Het tijdperk van de politicus is aangebroken. Shinbone groeit uit tot een moderne stad met scholen en winkels en de bandieten zijn net als de veeboeren verdwenen. Het karakter van de film is al een stuk pessimistischer en meer duister dan eerdere Ford-Westerns.

## Productie
Anders dan andere films van John Ford in deze periode werd The man who shot Liberty Valance in zwart-wit uitgebracht. De reden hiervoor was vermoedelijk geldgebrek. Paramount moest in die tijd bezuinigen en kleurenfilms waren nu eenmaal duurder. Ford had al eerder samengewerkt met John Wayne en James Stewart maar de samenwerking tussen de drie mannen ging niet over rozen. Hoewel Ford goed bevriend was met Wayne en veel films met hem maakte, kon Ford het niet laten om zijn hoofdrolspeler te treiteren. Zo maakte hij Wayne hels door de nadruk te leggen op het feit dat Stewart een echte oorlogsheld was geweest en Wayne niet. Aan de andere kant noemde hij Stewart een racist toen de laatste met een grapje zei dat een van de Afro-Amerikaanse personages wel wat weg had van Uncle Remus. Ford gebruikte dit soort psychologische spelletjes vaker om zijn hoofdrolspelers tot grotere prestaties aan te zetten.